# Доња Гуштерица
Доња Гуштерица је насеље у општини Липљан на Косову и Метохији. По законима самопроглашене Републике Косово насеље се налази у саставу општине Грачаница. Атар насеља се налази на територији катастарске општине Доња Гуштерица површине 1133 ha.

## Историја
Доња Гуштерица је почетком 20. века сматрана за највеће село на Косову Пољу. Ту је 1904. године завршена градња српског православног храма. Градњу су помогли ктитори и побожни народ из места.

## Порекло становништва по родовима
Српски родови подаци из 1932. године)
- Доганџићи (32 k., Св. Јован). Имали су две славе, јер су, поред старе славе Св. Јована, завели доцније и славу Св. Николе. Стари су досељеници и оснивачи села. Доселили се од Тетова да избегну освету, „јер су поубијали арамије у својој кући“. Досељење им је старије од оних помена соколарства у овом селу средином XVIII века.
- Шкуртови (3 k., Св. Никола) и Сталићи (1 k., Ђурђиц), досељеници непознатог порекла.
- Аладанци (5 k., Св. Никола). Досељени крајем XVIII века из Гњиланске Мораве.
- Терзићи (6 k., Св. Никола). Досељени крајем XVIII века из околине Гњилана из села Понеша.
- Живанчићи (7 k., Св. Никола). Доселили се из Ибарског Колашина почетком XIX века.
- Бакшићани (6 k., Св. Јанићије Девички). Пресељени из Бакшије почетком XIX века.
- Сојевићи (12 k., Ђурђиц). Досељени око 1820. године из Сојева. Исти су род са Сојевићима у Топличану.
- Шубарићи (10 k., Митровдан). Пресељени из Плешине после Сојевића.
- Подримци (4 k., Св. Никола). Избегли око 1830. године из Мовљана у Метохији да избегну крвну освету, јер су убили неког Арбанаса што је хтео да им отме Волове.
- Грбићовци (6 k., Св. Никола). Пресељени из Гребна око 1830. године.
- Кукурегџићи (5 k., Св. Никола). Пресељени из Гувног Села око 1830. године.
- Јерци или Јерцићи (1 k., Св. Арханђео). Пресељени средином XIX века из истоименог рода у Горњој Гуштерици, старином из Ибарског Колашина.
- Декићи (2 k., Св. Арханђео). Пресељени из Горње Брњице око 1870. године.
- Сиринићани (1 k., Ваведење). Досељени 1916. године из Сушића у Сиринићкој Жупи.

## Демографија
Насеље има српску етничку већину.
Број становника на пописима:
- попис становништва 1948. године: 974
- попис становништва 1953. године: 1097
- попис становништва 1961. године: 1187
- попис становништва 1971. године: 1158
- попис становништва 1981. године: 1210
- попис становништва 1991. године: 1269